# Moravské elektrotechnické závody
Moravské elektrotechnické závody, známé také pod zkratkou MEZ, byl název zastřešující organizace vzniknuvší v roce 1946 se sídlem v Olomouci.
Pod MEZ byly převedeny již na Moravě existující továrny se zaměřením na výrobu elektrotechnických výrobků – např. znárodněná mohelnická továrna původně patřící firmě Siemens. K 1. lednu 1950 došlo ale k zániku podnikového ředitelství a osamostatnění jednotlivých firem jako národních podniků.
Některé z těchto firem si název MEZ ve jméně uchovaly i po převodu do soukromého vlastnictví po roce 1989.

## Původní součásti Moravských elektrotechnických závodů

### MEZ Postřelmov
- - Dnes MEP Postřelmov součást Slováckých strojíren

### MEZ Frenštát
- - Dnes fungující jako odštěpný závod Siemens s.r.o.

### MEZ Náchod
- - Dnes ATAS elektromotory Náchod, výroba elektromotorů

### MEZ Krompachy
- - Dnes SEZ Krompachy, a.s. (Slovenské elektrotechnické závody)[3]

### MEZ Mohelnice
- - Dnes MEZ Stroje s.r.o. strojírenská výroba na zakázku, od listopadu 2023 v konkursu

### MEZ Vsetín
- - Dnes MEZ Pohony, MEZOPRAVNA a TES Vsetín

### MEZ Brno
- - Dnes EM Brno s.r.o. výroba elektromotorů

### MEZ Nedvědice
- - Dnes MEZ, a.s. Nedvědice výroba čerpadel, míchadel a elektromotorů.